# España en el Festival de la Canción de Eurovisión 1996
Para el Festival de la Canción de Eurovisión 1996, TVE volvió a elegir al representante de España internamente. El representante de España fue Antonio Carbonell con la canción ¡Ay, qué deseo!, compuesta por Ketama. Fue la única vez en la historia del festival en la que España tuvo que participar en una semifinal, ya que después pasó a formar parte del "Big 4" participando directamente en la final todos los años.

## Semifinal interna
Para el Festival de la Canción de Eurovisión 1996, se utilizó por segunda vez una semifinal. A diferencia de la semifinal de 1993, esta semifinal no se televisó, de manera que los jurados tenían que votar escuchando grabaciones de estudio de cada una de las canciones participantes. Además, tenían que participar todos los países participantes excepto el anfitrión, de manera que a España no le sirvió el haber quedado segunda el año anterior para evitar la semifinal. Los resultados de la semifinal se publicaron tres meses antes de la final. Se clasificaban los 22 primeros de los 29 participantes. España se clasificó a la final al quedar en el puesto 14º con 43 puntos. 
No volvió a haber una semifinal en Eurovisión hasta Eurovisión 2004, cuando España ya formaba parte del "Big 4", lo que le permitía estar todos los años en la final. De este modo, 1996 fue el único año en el que España participó en una semifinal de Eurovisión.

## Final
Antonio Carbonell actuó en tercera posición, después del Reino Unido y antes de Portugal. Acabó en 20º posición de 23, con sólo 17 puntos. Sin embargo, el buen resultado de Anabel Conde el año anterior permitió que España pudiera participar en el festival de 1997.
El comentarista fue José Luis Uribarri. Eduardo Leiva dirigió la orquesta.
El jurado español estaba presentado por Concha Galán y compuesto por la empresaria Montserrat Marial, el psicólogo, maestro y eurofán Juan Diego Arranz, la actriz Elvira Quintillá, el actor Álvaro de Luna, la actriz Mónica Pont, el cantante Mikel Herzog, la modelo y novia de Antonio Carbonell María Mayor, el compositor José María Purón, la cantante Anabel Conde, el actor José Sancho, la presentadora Asunción Embuena, el cantante Pedro Bermúdez "Azuquita", la actriz Adriana Vega, el estudiante Antonio Pinilla, la cantautora Mabel Alfonso y el maquillador y gemólogo Manuel Redondo. Actuó como presidente Pepe Visuña, director de Política Musical de TVE. El notario fue José Manuel de la Cruz Lagunero, el secretario fue Javier González y la portavoz, Belén Fernández de Henestrosa.